# 竹花友也
竹花 友也（たけはな ともや、1974年7月22日 - ）は、大阪府出身の元サッカー選手、指導者。日本サッカー協会公認A級ライセンス所持。

## 来歴
高校卒業後の1992年、当時ジャパンフットボールリーグ（旧JFL）に所属していたセレッソ大阪の前身であるヤンマーディーゼルサッカー部へ入団。
1995年、富士通川崎へ移籍。
1996年、水戸ホーリーホックへ移籍。同年限りで現役を引退。
1998年からは古巣セレッソ大阪に戻り、スクールコーチやジュニア、ジュニアユース年代でコーチ、監督を務める。
2013年、セレッソ大阪堺レディースの監督に就任。2018年シーズン限りで退任。アカデミースカウトを務めた後、2020年シーズンから再び堺レディースの監督に就任。
2022年11月25日、WEリーグの監督に必要なライセンスを取得していないため、2022年シーズンをもって堺レディースの監督を退任。
現役時代を含めて長年在籍していたセレッソ大阪を離れ、2024年1月8日、テゲバジャーロ宮崎トップチームヘッドコーチに就任。

## 所属クラブ
- 1992年 - 1994年  ヤンマーディーゼルサッカー部/セレッソ大阪
- 1995年  富士通川崎
- 1996年  水戸ホーリーホック

## 個人成績
| 国内大会個人成績 | 国内大会個人成績 | 国内大会個人成績 | 国内大会個人成績 | 国内大会個人成績             | 国内大会個人成績 | 国内大会個人成績 | 国内大会個人成績 | 国内大会個人成績 | 国内大会個人成績 | 国内大会個人成績 | 国内大会個人成績 |
| 年度             | クラブ           | 背番号           | リーグ           | リーグ戦                     | リーグ戦         | リーグ杯         | リーグ杯         | オープン杯       | オープン杯       | 期間通算         | 期間通算         |
| 年度             | クラブ           | 背番号           | リーグ           | 出場                         | 得点             | 出場             | 得点             | 出場             | 得点             | 出場             | 得点             |
| 日本             | 日本             | 日本             | 日本             | リーグ戦                     | リーグ戦         | リーグ杯         | リーグ杯         | 天皇杯           | 天皇杯           | 期間通算         | 期間通算         |
| ---------------- | ---------------- | ---------------- | ---------------- | ---------------------------- | ---------------- | ---------------- | ---------------- | ---------------- | ---------------- | ---------------- | ---------------- |
| 1992             | ヤンマー         |                  | 旧JFL1部         |                              |                  | -                | -                |                  |                  |                  |                  |
| 1993             | ヤンマー         |                  | 旧JFL1部         |                              |                  | -                | -                |                  |                  |                  |                  |
| 1994             | C大阪            |                  | 旧JFL            |                              |                  |                  |                  |                  |                  |                  |                  |
| 1995             | 富士通           |                  | 旧JFL            |                              |                  |                  |                  |                  |                  |                  |                  |
| 1996             | 水戸             |                  | 旧JFL            |                              |                  |                  |                  |                  |                  |                  |                  |
| 通算             | 日本             | 日本             | 旧JFL            | \|\|\|\|\|\|\|\|\|\|\|\|\|\| |                  |                  |                  |                  |                  |                  |                  |
| 総通算           | 総通算           | 総通算           | 総通算           | \|\|\|\|\|\|\|\|\|\|\|\|\|\| |                  |                  |                  |                  |                  |                  |                  |

## 指導歴
- 1998年 - 2023年  セレッソ大阪/セレッソ大阪堺レディース
  - 1998年 - 2004年 スクールコーチ
  - 2005年 セレッソ大阪西U-13監督
  - 2006年 セレッソ大阪西U-15コーチ
  - 2007年 U-15コーチ
  - 2008年 - 2012年 U-12監督
  - 2013年 - 2018年 堺レディース監督
  - 2019年 U-23コーチ/アカデミースカウト
  - 2020年 - 2022年 堺レディース監督
  - 2023年 スクールコーチ
- 2024年 -  テゲバジャーロ宮崎
  - 2024年 - トップチームヘッドコーチ
  - 2025年5月 - アカデミースクールマスター（トップチームヘッドコーチ兼任）